# Паб'яниці (гміна)
Гміна Паб'яниці (пол. Gmina Pabianice) — сільська гміна у центральній Польщі. Належить до Паб'яницького повіту Лодзинського воєводства.
Станом на 31 грудня 2011 у гміні проживало 6436 осіб.

## Площа
Згідно з даними за 2007 рік площа гміни становила 88.57 км², у тому числі:
- орні землі: 72.00%
- ліси: 16.00%

Таким чином, площа гміни становить 18.05% площі повіту.

## Населення
Станом на 31 грудня 2011:
| Опис     | Загалом | Загалом | Чоловіки | Чоловіки | Жінки | Жінки |
| -------- | ------- | ------- | -------- | -------- | ----- | ----- |
| одиниця  | осіб    | %       | осіб     | %        | осіб  | %     |
| все      | 6436    | 100     | 3165     | 49.18    | 3271  | 50.82 |
| міське   | 0       | 100     | 0        |          | 0     |       |
| сільське | 6436    | 100     | 3165     | 49.18    | 3271  | 50.82 |

## Сусідні гміни
Гміна Паб'яниці межує з такими гмінами: Водзеради, Длутув, Добронь, Жґув, Константинув-Лодзький, Лютомерськ, Паб'яниці, Тушин.